# Coffea ankaranensis
Coffea ankaranensis är en måreväxtart som beskrevs av J.-f.Leroy, Aaron Paul Davis och Franck Rakotonasolo. Coffea ankaranensis ingår i släktet Coffea och familjen måreväxter. Inga underarter finns listade i Catalogue of Life.